# IP放送
IP放送（アイピーほうそう）とは、 Internet Protocol (IP) を利用する放送（有線放送）に類似した通信サービスである。

## 概要
主にブロードバンド回線を利用し、IP網により映像（動画）や音声を視聴・聴取するものである。サービスは、大まかにオンデマンド及びストリーミングに分かれるが、この内、放送法（昭和25年法律第132号）が適用されるものについては、同法が適用される一般放送となる（同法第126条第1項ただし書の規定により同法の規定が適用されないものもある）。

## 主なサービス
一般社団法人IPTVフォーラムでは、IPTVのサービスをVODサービス、ダウンロードサービス、IPマルチキャスト放送サービス及びIP再送信サービスの4つに分類している。

### IPマルチキャスト放送サービス
技術としては、IPマルチキャストやIPv6を活用しているものである。
回線性能や回線事業者の関係上、通信系の網構成を取るFTTHを利用するものが殆どであるが、ADSLなどの高速な電話線も利用するものもある。網構成によっては回線の遅延、帯域が問題になる場合がある。
画質はSDTVに加えHDTVも行われている。また、5.1chサラウンドによる配信も一部のチャンネルで行われている。

### IP再送信サービス
NTTドコモのひかりTVにおいて、アイキャストが地上波及びBSの再送信を行っている。ただし、現時点では区域外再放送については各放送局との同意を得ていないため、独立県域放送局の他都府県の放送が受信できない状態になっている。

## 技術・制度
デジタル放送などと同様に、著作権保護機能や課金制御などに対応する必要がある（cf.デジタル著作権管理）。
また、IP放送事業者について、日本においては著作権法上の課題があった。著作権法の有線放送事業者には該当せず、自動公衆送信であり、また著作物の利用に関して事前の別個許諾が必要などの問題である。2006年12月に改正著作権法が成立し、自動公衆送信による放送の同時再送信の場合、有線放送と同様に、著作隣接権者との利用許諾手続きが簡素化されるとともに、補償金や報酬請求権化した。

### IPTVに関する技術
日本におけるIPTVは、IPTVフォーラムが技術規格の標準化を推進している。
同団体の技術仕様体系としては、配信サービス仕様として「VOD(ビデオ・オン・デマンド)仕様」「ダウンロード仕様」「IP放送仕様」、サービスアプローチ仕様として「放送連携サービスアプローチ仕様」「インターネットスコープサービスアプローチ仕様」「CDNサービスアプローチ仕様」、その他「地上デジタルテレビジョン放送IP再送信運用規定」「BSデジタル放送IP再送信運用規定」の8つの技術規格に分類されている。

#### VOD方式
IPTVに関する主要な仕様の一つとして、VOD方式が挙げられる。
VODは、テレビをインターネット上に存在するコンテンツサーバーにアクセスし、データをダウンロードせずに番組などを閲覧する方式である。データをHDDなどの記録装置に保管する必要がないので、データで記憶装置の容量を圧迫しないというメリットがある。

#### ダウンロード方式
VODと並ぶ主要な方式の一つとして、ダウンロード方式も挙げられる。
ダウンロード方式は、テレビをインターネット上のコンテンツサーバーにアクセスし、データをダウンロードし、そのデータを記憶装置に書き込み、それを読み込んでデータを閲覧する方式である。
ダウンロード方式は、一度記憶装置にデータを書き込んでしまえば、VOD方式のようにコンテンツサーバーのデータにアクセスするたびに発生する通信費を無くすことができる。

ただし、データが破損した場合など、再度データをダウンロードしなければならない場合は、通信費が発生する。

## IP告知放送
IP告知放送は、老朽化した有線放送電話・オフトーク通信等を置き換えるために、IP網を使用して地域の告知放送を行うものである。地域の特性に合わせて、ブロードバンド回線（ADSL、CATV《DOCSIS》・光ファイバー回線《FTTH/FTTx》等)が用いられる。
単純な操作で利用可能な専用機器を使用するのが一般的である。緊急放送の割り込み・情報提供センターから利用者のグループ別情報提供・利用者からの緊急連絡用ワンタッチボタン・IP電話などが装備されている。また、音声のみではなく文字情報・簡易動画送信・蓄積形放送機能があるものも多い。
屋外スピーカー・気象観測装置・ライブビデオカメラなどを組み合わせた総合防災システムとして構成されているものもある。

## 主なIP放送

### 日本
日本では、VODサービス(VOD)や放送法に基づいて行われるIPマルチキャスト放送サービス及びIP再送信サービス(TV)が行われている。この内、セットトップボックス又は対応するテレビ受像機を利用して視聴する形態のサービスに次表の様なものがある。
| 社名               | サービス名         | 地上波/BS | CS | VOD |
| ------------------ | ------------------ | --------- | -- | --- |
| NTTドコモ          | ひかりTV           | ○         | ○  | ○   |
| KDDI               | auひかりTVサービス |           | ○  | ○   |
| 障害者放送通信機構 | 目で聴くテレビ     |           | ○  | ○   |

過去のサービス
- BBTV（ビー・ビー・ケーブル）
- SoftBank SmartTV（ソフトバンク）

#### テレビ用IPマルチキャスト放送
- セットトップボックス又は対応するテレビ受像機を利用しないで直接視聴する形態のテレビ放送

### 海外
サービス等
- U-verse TV (AT&T) (アメリカ合衆国)
- now TV（PCCW）（香港）
- 中華電信MOD （中華電信） （台湾）
- Genie TV（KT）（韓国）
- U+TV（LGユープラス）（韓国）
- B TV（SKブロードバンド）（韓国）

技術等
- Microsoft TV、IPTV（マイクロソフト）
- Alcatel OMP

## その他
IP電話とインターネット電話との関係性と同様に、IP放送とインターネット放送の関係性も類推する事が出来る。即ち、インターネット放送ではインターネット上のストリーミングサーバから配信され、また、パーソナルコンピュータ(PC)・スマートフォンを使用して視聴・聴取するものが主である。